# سنگ‌نگاره‌های کوه لره
سنگ نگاره‌های کوه لره در شهرستان فراهان، بخش مرکز ی،تبرته فراهان روستای سوسن آباد و غرب روستای کهن تبرته فراهان [از بقایای شهر تاریخی طبرتو ]و در مجاورت زمینهای کشاورزی تبرته واقع شده و این اثر در تاریخ ۲۶ اسفند ۱۳۸۶ با شمارهٔ ثبت ۲۲۰۹۴ به‌عنوان یکی از آثار ملی ایران به ثبت رسیده است.همچنین در شمال روستای تبرته و در رشته کوه یال و نزدیکی تپه باستانی مشاء سنگ نگارهایی با قدمت حدود پنج هزار سال وجود دارد    همچنین سنگ نگارهای بسیاری در رشته کوه یال در شمال روستای تبرته و در نزدیکی تپه باستانی[مشا]وجود دارد که گمانه هایی مبنی بر قدمت پنج هزار ساله در مورد آنها وجود دارد